# Kleurentherapie
Kleurentherapie of chromotherapie is een alternatieve geneeswijze die ervan uitgaat dat kleuren en licht gebruikt kunnen worden om een verstoorde energiebalans te herstellen en daarmee klachten te verhelpen.
De disbalans zou veroorzaakt kunnen worden door zowel fysieke, psychische, emotionele, geestelijke als spirituele oorzaken. De behandeling gebeurt met allerlei gekleurde voorwerpen die op verschillende plaatsen van het lichaam geplaatst worden.
Er is geen wetenschappelijk bewijs dat deze therapie werkzaam is.